# Liste der Bischöfe von Tivoli
Die folgenden Personen waren Bischöfe von Tivoli (Italien):
- Paulus (366)
- Florentinus (402–415)
- Candidus (465–504)
- Heiliger Generosus (545) (?)
- Anastasius I. (593–601)
- Decoratus (649)
- Mauritius (678–680)
- Anastasius II. (721)
- Johannes I. (741)
- Theodosius (769–773)
- Sebastian (826)
- Calvus (850)
- Ursus (853)
- Leon (861)
- Peter (877)
- Hubert (945)
- Johannes II. (953–963)
- Benedikt I. (964)
- Amizzone (971–992)
- Gualtiero ? (993–1000)
- Bosone (10…–1029)
- Benedikt II. (1030–1059)
- Johannes III. (1059–1071)
- Adam (1071–1077)
- Peter II. (…–1110)
- Manfred (1110–1125)
- Wido Kardinal (1125–1154)
- Otto (1155–1169)
- Milone (1179–1210)
- Jakob Anton Colonna (1210–1219)
- Clarus (1219–1248)
- Todinus (1248–1252)
- Berardus (1252–1260)
- Gottfried (1260–1265)
- Jakob (1282–1318)
- Sabaritius (1318–1320)
- Jakob II. (1318–1320)
- Johannes IV. (1320–1337)
- Branca (1337)
- Johannes V. (1337–1342)
- Nikolaus I. (1342–1349)
- Daniel (1349–1356)
- Philip Kardinal Gezza de Rufinis (1356–1380)
- Peter III. Cenci (1380–1389)
- Peter IV. Staglia (1389–1398)
- Domenico I. de Valerinis (1398–1417)
- Sante da Cave (1418–1427)
- Nicolò II de Cesari (1427–1485)
- Lorenzo dei Minori (1450–1471)
- Antonio I. Lupi (1471–1485)
- Antonio de Grassi (1485–1491)
- Evangelista Maristelli (1491–1499)
- Angelo II. Leonini (1499–1509)
- Camillo Leonini (1509–1513)
- Francesco Kardinal Soderini (1513–1516)
- Marcantonio I. Croce (1528–1554)
- Giovanni Andrea Croce (1554–1595)
- Domenico II. Kardinal Toschi (1595–1606)
- Giovanni Battista Tosco (1606–1621)
- Bartolomeo Kardinal Cesi (1621)
- Marcantonio II. Kardinal Gozzadini (1622–1623)
- Mario I. Orsini (1624–1634)
- Giulio Kardinal Roma (1634–1652)
- Marcello Kardinal Santacroce (1652–1674)
- Federico I. Kardinal Sforza (1675–1676)
- Mario II. Kardinal Alberizzi (1676–1679)
- Galeazzo Kardinal Marescotti (1679–1684)
- Antonio II. Fonseca (1684–1728)
- Francesco I. Kardinal Finy (1728)
- Placido I. Pezzancheri (1729–1757)
- Francesco II. Castellini (1758–1764)
- Tommaso Galli (1764–1765)
- Giulio Matteo Natali (1765–1782)
- Gregorio Barnaba Chiaramonti (1782–1784)
- Vincenzo Manni (1784–1815)
- Pietro V. Alessandro Banfi (1816–1817)
- Giuseppe Crispino Mazzotti (1818–1820)
- Francesco III. Kardinal Canali (1820–1827)
- Francesco IV. Pichi (1827–1840)
- Carlo Gigli (1840–1880)
- Placido II. Petacci (1881–1885)
- Celestino Del Frate (1885–1895)
- Guglielmo I. M. D’Ambrogi (1895)
- Pietro V. Monti (1896–1903)
- Prospero Scaccia (1903–1909)
- Gabriele Vettori (1910–1916)
- Luigi Scarano (1917–1931)
- Domenico III. Della Vedova (1933–1949)
- Luigi Faveri (1950–1967)
- Guglielmo II. Giaquinta (1968–1987)
- Lino Esterino Garavaglia (1987–1991)
- Pietro Garlato (1991–2003)
- Giovanni Paolo Benotto (2003–2008)
- Mauro Parmeggiani (seit 2008)